# Kalliope.org
Kalliope.org er navnet på et omfattende dansk digtarkiv på internet, grundlagt i 1999 af Jesper Christensen, den gang studerende ved Aarhus Universitet. Arkivet er navngivet efter musen for den episke digtning, Kalliope.